# Király Dávid
Király Dávid  (Budapest, 1994. augusztus 11. –) rádiós műsorvezető.

## Élete
Ötéves kora óta sportol, hatéves korától versenyszerűen karatézott. Tízévesen világkupán vett részt, ahol formagyakorlatban az 5. helyig jutott. Kosárlabdázott a Magyar Atlétikai Futball Clubnál (ma: Újbuda MAFC), amerikai focizott a Budapest Hurricanesnél (juniorként felnőtt divízió II-es csapatával bajnokságokat is nyert). Pályafutását röviddel a divízió I-be kerülése után – sérülések miatt – hagyta abba. 
A Budai Nagy Antal Gimnáziumban érettségizett, 2013-tól az ELTE Pedagógiai és Pszichológiai Karán sportszervező szakon tanult. 2017-ben online tartalomszerkesztő gyakornokként került a budapesti Jazzy Rádióhoz és a Klasszik Rádióhoz, ahol több rovatot is vezetett, köztük a Reggeli Expresszt. 2019-től 2023-ig a Best FM csapatát erősítette reggeles műsorvezetőként 7-től 13 óráig, jelenleg a Lakihegy Rádió egyik férfi műsorvezetője. 